# Toni Kanaet
Toni Kanaet est un taekwondoïste croate né le 4 septembre 1995 à Split. 

## Palmarès

### Jeux olympiques
- Médaille de bronze dans la catégorie des moins de 80 kg aux Jeux olympiques d'été de 2020 à Tokyo

### Championnats d'Europe
- Médaille d'or dans la catégorie des moins de 74 kg aux Championnats d'Europe de taekwondo 2018
- Médaille d'argent dans la catégorie des moins de 80 kg aux Championnats d'Europe extra de taekwondo 2019
- Médaille d'argent dans la catégorie des moins de 74 kg aux Championnats d'Europe de taekwondo 2016
- Médaille de bronze dans la catégorie des moins de 80 kg aux Championnats d'Europe de taekwondo 2022